# Ingravescentem aetatem
Ingravescentem aetatem es un documento publicado por el papa Pablo VI, con fecha 21 de noviembre de 1970. Está dividido en 8 capítulos. El título en latín está tomado del íncipit, y se traduce como «edad avanzada». Establece la regla de que sólo los cardenales que no hayan alcanzado la edad de 80 años pueden participar en un cónclave.
En 2013, cuando el papa Benedicto XVI anunció su plan de renunciar como papa, describió su razonamiento con la misma frase: ingravescente aetate.

## Contenido
En este motu proprio, un documento emitido bajo su propia autoridad, el Papa Pablo modificó las normas que rigen la participación de los cardenales en un cónclave papal para elegir a un nuevo Papa y estableció limitaciones de edad para algunas de sus otras responsabilidades. Formaba parte de un programa más amplio para utilizar las restricciones de edad con el fin de cambiar el perfil demográfico de la cúpula eclesiástica, que incluía la jubilación de arzobispos y obispos a los 75 años, como se instaba en Ecclesiae Sanctae (1966).
Estableció la regla de que sólo pueden participar en un cónclave los cardenales que no hayan cumplido los 80 años. Las fechas clave eran el cumpleaños del cardenal y el día de apertura del cónclave, ya que la regla establecía que a los 80 años un cardenal perdía el derecho a «entrar en el cónclave». También a los 80 años, la pertenencia de un cardenal al dicasterios de la Curia Romana e instituciones afines de la Santa Sede y de la Ciudad del Vaticano terminaría ahora.
Ingravescentem aetatem también pedía a los responsables de los departamentos vaticanos que presentaran su renuncia a esos cargos «voluntariamente» a los 75 años y señalaba que el papa determinaría si aceptaba esas renuncias caso por caso. El Papa Francisco modificó esta norma en 2014 para exigir esas renuncias..
La pertenencia de un cardenal al Colegio Cardenalicio no se veía afectada de otro modo. Ingravescentem aetatem especificaba que podían participar en los varios días de discusiones que los cardenales mantienen antes del inicio de un cónclave.  Otras disposiciones establecían los procedimientos a seguir para sustituir a un cardenal excluido por edad de un cónclave en el que tuviera funciones que desempeñar, como en el caso del decano del Colegio Cardenalicio,  o para cubrir ciertos cargos clave vacantes por edad mientras el papado está vacante, como el del  camerlengo. 
El papa Pablo VI reiteró la norma que restringía la participación en los cónclaves de cardenales mayores de 80 años cuando publicó un reglamento general para los cónclaves, Romano Pontifici Eligendo, en 1975.

## Impacto
El impacto inmediato cuando las nuevas reglas entraron en vigor el 1 de enero de 1971 fue eliminar el derecho a voto de 25 cardenales, 11 de ellos italianos, que tenían 80 años ese día. El número de cardenales electores en esa fecha pasó de 127, con 38 italianos, a 102, con 27 italianos.
El cardenal Alfredo Ottaviani, que había cumplido 80 años justo un mes antes de que se publicaran las nuevas normas, dijo que la acción del Papa era «un acto cometido en desprecio de la tradición que tiene siglos de antigüedad» y que estaba «arrojando por la borda al grueso de sus expertos y dotados consejeros». El cardenal Eugène Tisserant, de 86 años, objetó que la salud de cada cardenal debía determinar su aptitud y sugirió que Pablo VI, de 73 años, parecía frágil. Aunque se consideró una forma de reducir la influencia de algunos de los cardenales más conservadores, la nueva norma excluía también a Achille Liénart de Lille y Joseph Frings de Colonia, dos de los líderes del ala liberal de la jerarquía eclesiástica católica en el Concilio Vaticano II. El New York Times informó de que algunos observadores pensaban que el Papa Pablo VI estaba insinuando que él mismo dimitiría a los 75 años. Un historiador cree que cuando los seis cardenales obispos eligieron a Amleto Cicognani como Decano del Colegio Cardenalicio en 1972 a la edad de 89 años, «reprendieron implícitamente» a Pablo VI por establecer una limitación de edad para ejercer como cardenal elector. De hecho, el Papa Pablo había escrito una carta el 2 de mayo de 1965 en previsión de no poder ejercer como Papa hasta su muerte. Escribió al decano del Colegio Cardenalicio que «En caso de enfermedad, que se crea incurable o de larga duración y que nos impida ejercer suficientemente las funciones de nuestro ministerio apostólico; o en caso de otro impedimento grave y prolongado», renunciaba a su cargo «tanto como obispo de Roma como cabeza de la misma santa Iglesia católica».
Los primeros cónclaves a los que se aplicó la regla del papa Pablo fueron los de Agosto y octubre de 1978, en los que 15 cardenales no pudieron entrar en el cónclave debido a su edad.  Cuando se celebró el siguiente cónclave en 2005, 66 cardenales eran demasiado mayores para participar. El cardenal Edward Cassidy, uno de ellos, viajó desde Australia para participar en los debates previos al cónclave, pero defendió la norma como un acto de caridad por permitir que los miembros de mayor edad se ausentaran. Dijo que la visión de «personas siendo llevadas escaleras arriba... podría hacer que la gente se preguntara» sobre la idoneidad de los electores para su responsabilidad.
El papa Juan Pablo II en Universi Dominici Gregis del 22 de febrero de 1996 modificó ligeramente la regla para evitar que la exclusión de un cardenal dependiera de la fecha de inicio de un cónclave, fecha que los cardenales pueden modificar. En su lugar, excluyó a cualquier cardenal que cumpliera 80 años antes de que el papado quedara vacante por muerte o renuncia de un papa.